# Kreiswahlen im Rheinisch-Bergischen Kreis

Wappen des Rheinisch-Bergischen Kreises

Kommunen im Rheinisch-Bergischen Kreis

Die Kreiswahlen im Rheinisch-Bergischen Kreis fanden zuletzt 2020 statt und wurden im Rahmen der Kommunalwahlen in Nordrhein-Westfalen 2020 am 13. September 2020 durchgeführt.

## Kreis
Der Rheinisch-Bergische Kreis ist ein Landkreis in Nordrhein-Westfalen. Er wurde am 1. Oktober 1932 gegründet. Als derzeitiges Leitbild gilt das Strategiekonzept RBK 2020.

## Geschichte
An den Wahlen zum Kreistag bei den Kommunalwahlen in Nordrhein-Westfalen 2009 beteiligten sich unter anderem CDU, SPD, FDP, Bündnis 90/Die Grünen, KIDitiative, UWG/BfB, Die Linke und Bürgerbewegung pro NRW (Pro NRW). Bei den Wahlen 2009 gab es eine Wahlbeteiligung von 58,6 %. 229.132 Menschen waren wahlberechtigt. Die CDU stellte die stärkste Fraktion. Die FDP bildete mit der Bürgergemeinschaft BürgerForum eine Fraktionsgemeinschaft. Der ehemalige Vertreter der ProNRW war seit 2010 parteilos. Die Einzelbewerber Hungenberg und Przybylski und die Wählerlisten BWL (Leichlingen) und KTW erhielten keinen Sitz.
Bei den Kommunalwahlen in Nordrhein-Westfalen 2014 traten 12 Vereinigungen zur Wahl des Kreistages an: CDU, SPD, Grüne, FDP, Die Linke, Bürgerforum Wermelskirchen (vier Wahlbezirke), Freie Wähler Rheinisch-Bergischer Kreis, Demokratie für 14, Bürgerliste Witzhelden/Leichlingen, Bürgerpartei GL, AfD, Bündnis für Burscheid (zwei Wahlbezirke). Insgesamt gibt es 28 Wahlbezirke.
Die Wahlperiode der 2014 gewählten Gremien, darunter des Kreistages des Rheinisch-Bergischer Kreises, war durch das Gesetz zur Stärkung der kommunalen Demokratie einmalig auf 77 Monate verlängert worden, sodass die Folgewahl (wieder für fünf Jahre) erst im Jahr 2020 stattfand.
Bei den Kommunalwahlen in Nordrhein-Westfalen 2020 traten neun Vereinigungen zur Wahl des Kreistages an: CDU, SPD, Grüne, FDP, Die Linke, Freie Wähler Rheinisch-Bergischer Kreis, AFD sowie die Wählergruppen Bündnis für Burscheid (BfB, nur in Burscheid) und BWL (nur in Leichlingen).
Der Landrat, derzeit Stephan Santelmann (CDU), ist bis 2025 gewählt.

## Stimmenanteile der Parteien in Prozent
Die Kreiswahlen ergaben folgende Prozentwerte bei den gültigen Stimmen:
| Jahr | CDU  | SPD  | Grüne | FDP  | Linke | FW  | AfD | UWG / BfB | Pro NRW | BBF | KID | BWL |
| ---- | ---- | ---- | ----- | ---- | ----- | --- | --- | --------- | ------- | --- | --- | --- |
| 1975 | 51,5 | 38,3 |       | 10,2 |       |     |     |           |         |     |     |     |
| 1979 | 52,1 | 37,8 |       | 9,4  |       |     |     |           |         |     |     |     |
| 1984 | 46,1 | 33,4 | 11,0  | 8,5  |       |     |     |           |         |     |     |     |
| 1989 | 43,3 | 35,5 | 10,1  | 11,1 |       |     |     |           |         |     |     |     |
| 1994 | 45,1 | 35,0 | 11,7  | 6,9  |       |     |     | 1,3       |         |     |     |     |
| 1999 | 51,3 | 28,5 | 8,0   | 7,1  |       |     |     | 3,8       |         |     |     |     |
| 2004 | 40,4 | 27,8 | 12,1  | 10,0 |       |     |     | 6,2       |         |     |     |     |
| 2009 | 38,4 | 22,9 | 12,9  | 11,9 | 3,3   |     |     | 4,8       | 2,0     | 1,9 | 1,4 |     |
| 2014 | 41,1 | 24,2 | 13,7  | 6,5  | 4,0   | 2,8 | 4,5 |           |         |     |     |     |
| 2020 | 37,3 | 18,8 | 24,4  | 6,5  | 2,9   | 4,0 | 4,8 | 0,8       |         |     |     | 0,7 |

- FW = Freie Wähler Rheinisch-Bergischer Kreis
- BfB = Bündnis für Burscheid
- BBF = Bürgergemeinschaft BürgerForum
- KID = KIDinitiative (später: Demokrative14)

## Verteilung der Sitze
- Linke: 2
- SPD: 13
- Grüne: 17
- FW: 3
- FDP: 5
- CDU: 27
- AfD: 3

2009 waren neun Wahllisten im Kreistag mit Sitzen vertreten, wobei die FDP und die Bürgergemeinschaft BürgerForum (BBF) eine Fraktionsgemeinschaft bildeten.
Per Wahlen am 25. Mai 2014 zogen die AfD und die Freien Wähler ab dem 1. Juni 2014 in den Kreistag ein.
Im aktuellen Kreistag, dessen Amtszeit am 1. November 2020 begonnen hat, sind sieben Fraktionen vertreten.
| Jahr | CDU | SPD | Grüne | FDP (BBF) | Linke | FW | AfD | UWG / BfB | Pro NRW | KID | Gesamt |
| ---- | --- | --- | ----- | --------- | ----- | -- | --- | --------- | ------- | --- | ------ |
| 2009 | 28  | 16  | 9     | 10        | 2     |    |     | 3         | 1       | 1   | 70     |
| 2014 | 27  | 16  | 9     | 4         | 3     | 2  | 3   |           |         |     | 70     |
| 2020 | 27  | 13  | 17    | 5         | 2     | 3  | 3   |           |         |     | 70     |